# Mistrzostwa Europy w Lekkoatletyce 1954 – chód na 10 000 m mężczyzn
Chód na dystansie 10 000 metrów mężczyzn był jedną z konkurencji rozgrywanych podczas V Mistrzostw Europy w Bernie. Został rozegrany na bieżni stadionu Neufeld 26 sierpnia 1954. Zwycięzcą został reprezentant Czechosłowacji Josef Doležal, który na tych mistrzostwach zdobył również srebrny medal w chodzie na 50 kilometrów. W rywalizacji wzięło udział szesnastu zawodników z dziewięciu reprezentacji. Był to ostatni raz rozegrania chodu na 10 000 metrów na mistrzostwach Europy. Od kolejnych mistrzostw w 1958 rozgrywano w to miejsce chód na 20 kilometrów na szosie. 

## Rekordy
| Rekord świata     | Václav Balšán (CSK) | 42:31,0 | Praga, Czechosłowacja | 24.10.1945 |
| Rekord Europy     | Václav Balšán (CSK) | 42:31,0 | Praga, Czechosłowacja | 24.10.1945 |
| Rekord mistrzostw | Fritz Schwab (SUI)  | 46:01,8 | Bruksela, Belgia      | 24.08.1950 |

## Wyniki
| Miejsce | Zawodnik             | Czas    | Uwagi |
| ------- | -------------------- | ------- | ----- |
| 1       | Josef Doležal        | 45:01,8 | CR    |
| 2       | Anatolij Jegorow     | 45:53,0 |       |
| 3       | Siergiej Łobastow    | 46:21,8 |       |
| 4       | Åke Rundlof          | 46:48,8 |       |
| 5       | Bryan Hawkins        | 46:52,8 |       |
| 6       | Gabriel Reymond      | 47:09,8 |       |
| 7       | Louis Chevalier      | 47:12,0 |       |
| 8       | Fritz Schwab         | 47:21,6 |       |
| 9       | George Coleman       | 47:37,4 |       |
| 10      | Jindřich Malý        | 48:35,8 |       |
| 11      | Roland Griset        | 48:38,2 |       |
| 12      | Ragnvald Thunestvedt | 49:00,4 |       |
| 13      | Gunnar Ljunggren     | 49:19,6 |       |
| 14      | Leo Rosschou         | 50:52,6 |       |
| –       | Claus Biethan        | DNF     |       |
| –       | Haralambie Racescu   | DQ      |       |